# Paris Masters
A Paris Masters, szponzorált nevén Rolex Paris Masters (korábbi nevén BNP Paribas Masters) egy évente megrendezett tenisztorna Párizsban.
A versenyt csak férfiak számára rendezik meg, része az ATP World Tour Masters 1000-nek. A mérkőzéseket keményborítású fedett pályákon játsszák, ezt tartják a legnagyobb tekintéllyel rendelkező fedett pályás versenynek. A tornát október végén-november elején rendezik meg, általában ez az utolsó torna az évzáró ATP World Tour Finals előtt.
Összesen 48 versenyző vehet részt, a 16 kiemeltnek nem kell játszania az első körben. Az összdíjazás 4 835 975 euró.

## Döntők

### Egyéni
| Év                          | Győztes             | Ellenfél a döntőben   | Eredmény a döntőben     |
| --------------------------- | ------------------- | --------------------- | ----------------------- |
| 2017                        | Jack Sock           | Filip Krajinović      | 5-7, 6-4, 6-1           |
| 2016                        | Andy Murray         | John Isner            | 6–3, 6–7(4), 6–4        |
| 2015                        | Novak Đoković       | Andy Murray           | 6–2, 6–4                |
| 2014                        | Novak Đoković       | Miloš Raonić          | 6–2, 6–3                |
| 2013                        | Novak Đoković       | David Ferrer          | 7–5, 7–5                |
| 2012                        | David Ferrer        | Jerzy Janowicz        | 6–4, 6–3                |
| 2011                        | Roger Federer       | Jo-Wilfried Tsonga    | 6–1, 7–6(3)             |
| 2010                        | Robin Söderling     | Gaël Monfils          | 6–1, 7–6(1)             |
| 2009                        | Novak Đoković       | Gaël Monfils          | 6–2, 5–7, 7–6(3)        |
| 2008                        | Jo-Wilfried Tsonga  | David Nalbandian      | 6–3, 4–6, 6–4           |
| 2007                        | David Nalbandian    | Rafael Nadal          | 6–4, 6–0                |
| 2006                        | Nyikolaj Davigyenko | Dominik Hrbatý        | 6–1, 6–2, 6–2           |
| 2005                        | Tomáš Berdych       | Ivan Ljubičić         | 6–3, 6–4, 3–6, 4–6, 6–4 |
| 2004                        | Marat Szafin        | Radek Štěpánek        | 6–3, 7–6, 6–3           |
| 2003                        | Tim Henman          | Andrei Pavel          | 6–2, 7–6, 7–6           |
| 2002                        | Marat Szafin        | Lleyton Hewitt        | 7–6, 6–0, 6–4           |
| 2001                        | Sébastien Grosjean  | Jevgenyij Kafelnyikov | 7–6, 6–1, 6–7, 6–4      |
| 2000                        | Marat Szafin        | Mark Philippoussis    | 3–6, 7–6, 6–4, 3–6, 7–6 |
| 1999                        | Andre Agassi        | Marat Szafin          | 7–6, 6–2, 4–6, 6–4      |
| 1998                        | Greg Rusedski       | Pete Sampras          | 6–4, 7–6, 6–3           |
| 1997                        | Pete Sampras        | Jonas Bjorkman        | 6–3, 4–6, 6–3, 6–1      |
| 1996                        | Thomas Enqvist      | Jevgenyij Kafelnyikov | 6–2, 6–4, 7–5           |
| 1995                        | Pete Sampras        | Boris Becker          | 7–6, 6–4, 6–4           |
| 1994                        | Andre Agassi        | Marc Rosset           | 6–3, 6–3, 4–6, 7–5      |
| 1993                        | Goran Ivanišević    | Andrij Medvegyev      | 6–4, 6–2, 7–6           |
| 1992                        | Boris Becker        | Guy Forget            | 7–6, 6–3, 3–6, 6–3      |
| 1991                        | Guy Forget          | Pete Sampras          | 7–6, 4–6, 5–7, 6–4, 6–4 |
| 1990                        | Stefan Edberg       | Boris Becker          | 3–3 (feladta)           |
| 1989                        | Boris Becker        | Stefan Edberg         | 6–4, 6–3, 6–3           |
| 1988                        | Amos Mansdorf       | Brad Gilbert          | 6–3, 6–2, 6–3           |
| 1987                        | Tim Mayotte         | Brad Gilbert          | 2–6, 6–3, 7–5, 6–7, 6–3 |
| 1986                        | Boris Becker        | Sergio Casal          | 6–4, 6–3, 7–6           |
| 1983–85: nem rendezték meg. |                     |                       |                         |
| 1982                        | Wojtek Fibak        | Bill Scanlon          | 6–2, 6–2, 6–2           |
| 1981                        | Mark Vines          | Pascal Portes         | 6–2, 6–4, 6–3           |
| 1980                        | Brian Gottfried     | Adriano Panatta       | 4–6, 6–3, 6–1, 7–6      |
| 1979                        | Harold Solomon      | Corrado Barazzutti    | 6–3, 2–6, 6–3, 6–4      |
| 1978                        | Robert Lutz         | Tom Gullikson         | 6–2, 6–2, 7–6           |
| 1977                        | Corrado Barazzutti  | Brian Gottfried       | 7–6, 7–6, 6–7, 3–6, 6–4 |
| 1976                        | Eddie Dibbs         | Jaime Fillol          | 5–7, 6–4, 6–4, 7–6      |
| 1975                        | Tom Okker           | Arthur Ashe           | 6–3, 2–6, 6–3, 3–6, 6–4 |
| 1974                        | Brian Gottfried     | Eddie Dibbs           | 6–3, 5–7, 8–6, 6–0      |
| 1973                        | Ilie Năstase        | Stan Smith            | 4–6, 6–1, 3–6, 6–0, 6–2 |
| 1972                        | Stan Smith          | Andrés Gimeno         | 6–2, 6–2, 7–5           |
| 1971: nem rendezték meg.    |                     |                       |                         |
| 1970                        | Arthur Ashe         | Marty Riessen         | 7–6, 6–4, 6–3           |
| 1969                        | Tom Okker           | Butch Buchholz        | 8–6, 6–2, 6–1           |
| 1968                        | Milan Holeček       | Robert Carmichael     | 6–4, 10–8, 3–6, 6-3     |

### Páros
| Év                          | Győztesek                           | Ellenfelek a döntőben                 | Eredmény a döntőben |
| --------------------------- | ----------------------------------- | ------------------------------------- | ------------------- |
| 2017                        | Łukasz Kubot Marcelo Melo           | Ivan Dodig Marcel Granollers          | 7–6(3), 3–6, [10–6] |
| 2016                        | Henri Kontinen John Peers           | Pierre-Hugues Herbert Nicolas Mahut   | 6–4, 3–6, [10–6]    |
| 2015                        | Ivan Dodig Marcelo Melo             | Vasek Pospisil Jack Sock              | 2–6, 6–3, [10–5]    |
| 2014                        | Bob Bryan Mike Bryan                | Marcin Matkowski Jürgen Melzer        | 7–6(5), 5–7, [10–6] |
| 2013                        | Bob Bryan Mike Bryan                | Alexander Peya Bruno Soares           | 6–3, 6–3            |
| 2012                        | Mahes Bhúpati Róhan Bópanna         | Iszámul-Hak Kuraisi Jean-Julien Rojer | 7–6(6), 6–3         |
| 2011                        | Róhan Bópanna Iszámul-Hak Kuraisi   | Julien Benneteau Nicolas Mahut        | 6–2, 6–4            |
| 2010                        | Mahes Bhúpati Makszim Mirni         | Mark Knowles Andi Rám                 | 7–5, 7–5            |
| 2009                        | Daniel Nestor Nenad Zimonjić        | Marcel Granollers Tommy Robredo       | 6–3, 6–4            |
| 2008                        | Jonas Björkman Kevin Ullyett        | Jeff Coetzee Wesley Moodie            | 6–2, 6–2            |
| 2007                        | Bob Bryan Mike Bryan                | Daniel Nestor Nenad Zimonjić          | 6–3, 7–6(3)         |
| 2006                        | Arnaud Clément Michaël Llodra       | Fabrice Santoro Nenad Zimonjić        | 7–6(4), 6–2         |
| 2005                        | Bob Bryan Mike Bryan                | Mark Knowles Daniel Nestor            | 6–4, 6–7(3), 6–4    |
| 2004                        | Jonas Björkman Todd Woodbridge      | Wayne Black Kevin Ullyett             | 6–3, 6–4            |
| 2003                        | Wayne Arthurs Paul Hanley           | Michaël Llodra Fabrice Santoro        | 6–3, 1–6, 6–3       |
| 2002                        | Nicolas Escudé Fabrice Santoro      | Gustavo Kuerten Cédric Pioline        | 6–3, 6–3            |
| 2001                        | Ellis Ferreira Rick Leach           | Mahes Bhúpati Lijendar Pedzs          | 5–7, 7–6(2), 6–4    |
| 2000                        | Nicklas Kulti Makszim Mirni         | Paul Haarhuis Daniel Nestor           | 7–6(6), 7–5         |
| 1999                        | Sébastien Lareau Alex O'Brien       | Paul Haarhuis Jared Palmer            | 6–1, 6–3            |
| 1998                        | Mahes Bhúpati Lijendar Pedzs        | Jacco Eltingh Paul Haarhuis           | 7–6, 7–6            |
| 1997                        | Jacco Eltingh Paul Haarhuis         | Rick Leach Jonathan Stark             | 6–2, 6–4            |
| 1996                        | Jacco Eltingh Paul Haarhuis         | Jevgenyij Kafelnyikov Daniel Vacek    | 6–2, 6–4            |
| 1995                        | Grant Connell Patrick Galbraith     | Jim Grabb Todd Martin                 | 6–3, 7–6            |
| 1994                        | Jacco Eltingh Paul Haarhuis         | Byron Black Jonathan Stark            | 6–4, 6–3            |
| 1993                        | Byron Black Jonathan Stark          | Tom Nijssen Cyril Suk                 | 7–6, 6–4            |
| 1992                        | John McEnroe Patrick McEnroe        | Patrick Galbraith Danie Visser        | 7–6, 6–3            |
| 1991                        | John Fitzgerald Anders Järryd       | Kelly Jones Rick Leach                | 7–6, 6–4            |
| 1990                        | Scott Davis David Pate              | Darren Cahill Mark Kratzmann          | 7–6, 7–6            |
| 1989                        | John Fitzgerald Anders Järryd       | Jakob Hlasek Eric Winogradsky         | 7–6, 6–4            |
| 1988                        | Paul Annacone John Fitzgerald       | Jim Grabb Christo van Rensburg        | 6–2, 6–2            |
| 1987                        | Jakob Hlasek Claudio Mezzadri       | Scott Davis David Pate                | 7–6, 6–2            |
| 1986                        | Peter Fleming John McEnroe          | Mansour Bahrami Diego Pérez           | 6–3, 6–2            |
| 1983–85: nem rendezték meg. |                                     |                                       |                     |
| 1982                        | Brian Gottfried Bruce Manson        | Jay Lapidus Richard Meyer             | 6–4, 6–2            |
| 1981                        | Ilie Năstase Yannick Noah           | Andrew Jarrett Jonathan Smith         | 6–4, 6–4            |
| 1980                        | Paolo Bertolucci Adriano Panatta    | Brian Gottfried Raymond Moore         | 6–4, 6–4            |
| 1979                        | Jean-Louis Haillet Gilles Moretton  | John Lloyd Tony Lloyd                 | 7–6, 7–6            |
| 1978                        | Bruce Manson Andrew Pattison        | Ion Țiriac Guillermo Vilas            | 7–6, 6–2            |
| 1977                        | Brian Gottfried Raúl Ramírez        | Jeff Borowiak Roger Taylor            | 6–2, 6–0            |
| 1976                        | Tom Okker Marty Riessen             | Fred McNair Sherwood Stewart          | 6–2, 6–2            |
| 1975                        | Wojtek Fibak Karl Meiler            | Ilie Năstase Tom Okker                | 6–3, 9-8            |
| 1974                        | Patrice Dominguez François Jauffret | Brian Gottfried Raúl Ramírez          | 7–5, 6–4            |
| 1973                        | Juan Gisbert Ilie Năstase           | Arthur Ashe Roscoe Tanner             | 6–3, 6–4            |
| 1972                        | Pierre Barthès François Jauffret    | Andrés Gimeno Juan Gisbert            | 6–7, 6–2, 6–3       |